# Serie A1 2009-2010 (hockey su prato femminile)

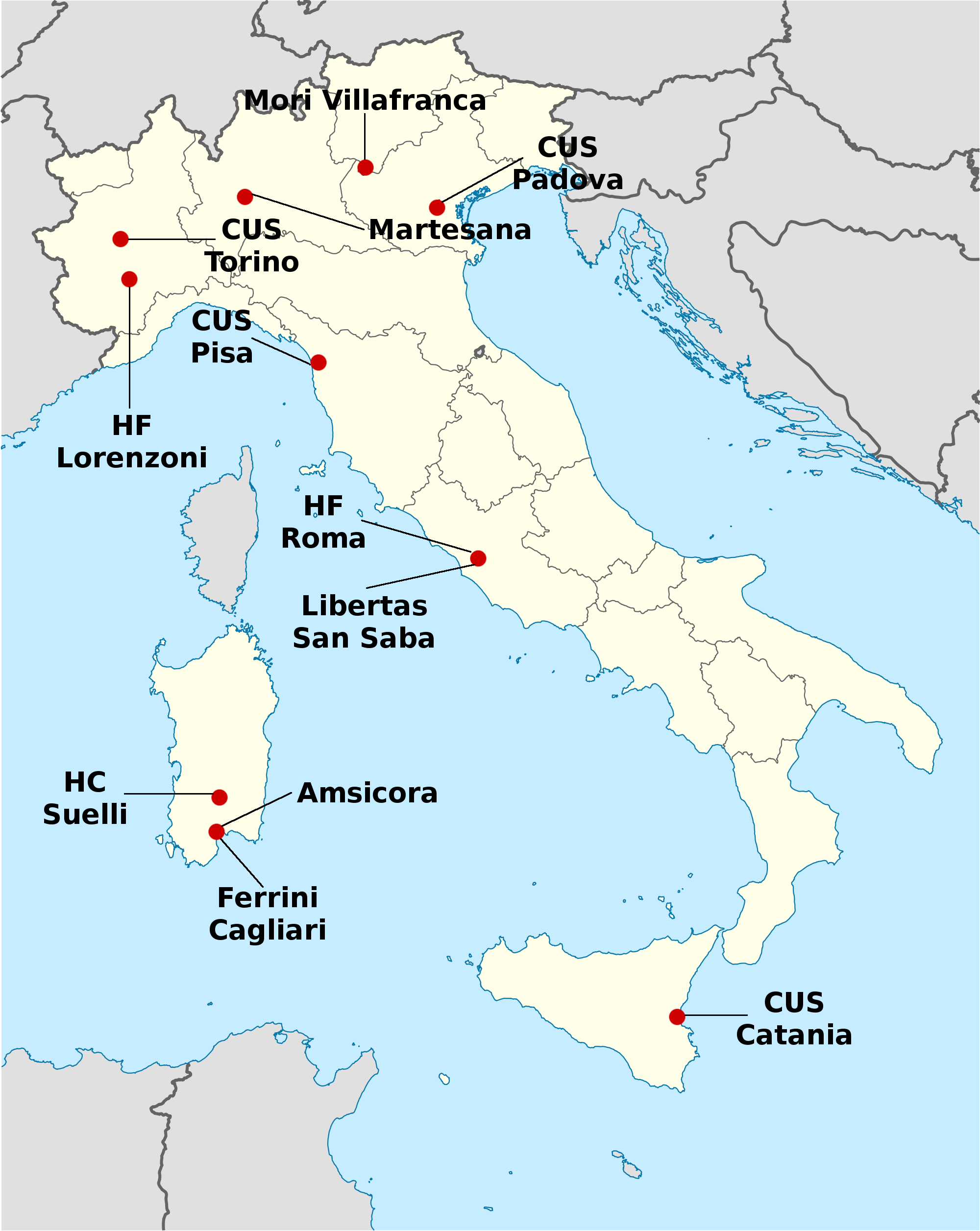
Distribuzione geografica delle squadre della Serie A1 2009/2010

La serie A1 2009-2010 è stata la 42ª edizione del campionato italiano di hockey su prato femminile. Organizzato dalla Federazione Italiana Hockey, ha visto la vittoria del Libertas San Saba, al suo ottavo titolo; il CUS Padova viene retrocesso in serie A2. Nella stessa stagione, l'HF Lorenzoni si aggiudica per l'ottava volta la Coppa Italia.

## Formula del campionato
Il campionato 2009/2010 prevede due gironi iniziali da 6 squadre ciascuno, A e B, con formula di girone all'italiana. Le prime 3 squadre classificate per ogni girone, passano ai playoff per l'attribuzione del titolo di Campione d'Italia, mentre le ultime 3 squadre classificate per ogni girone, passano ai playout; la squadra che arriva ultima nella classifica playout viene retrocessa in serie A2. Sia i playoff che i playout sono sempre organizzati con girone all'italiana. Tra la fine di novembre 2009 e la fine di febbraio 2010 è prevista una pausa del campionato, per lo svolgimento del campionato indoor.

## Risultati

### Girone A
25 ottobre 2009
- Libertas San Saba -  CUS Catania 2-0
- CUS Torino -  HF Roma 9-0
- Amsicora -  Martesana 6-2

1º novembre 2009
- CUS Catania -  Amsicora 0-0
- HF Roma -  Libertas San Saba 0-8
- Martesana -  CUS Torino 0-6

8 novembre 2009
- Martesana -  CUS Catania 1-1
- HF Roma -  Amsicora 0-0
- Libertas San Saba -  CUS Torino 2-1

15 novembre 2009
- CUS Torino -  CUS Catania 1-5
- HF Roma -  Martesana 2-3
- Amsicora -  Libertas San Saba 1-1

22 novembre 2009
- Amsicora -  CUS Torino 1-2
- CUS Catania -  HF Roma 2-0
- Martesana -  Libertas San Saba 0-5

28 febbraio 2010
- HF Roma -  CUS Torino 0-4
- CUS Catania -  Libertas San Saba 0-2
- Martesana -  Amsicora 1-2

27 febbraio 2010
- Libertas San Saba -  HF Roma 4-1
- CUS Torino -  Martesana 2-1
- Amsicora -  CUS Catania 0-0

7 marzo 2010
- CUS Catania -  Martesana 2-1
- CUS Torino -  Libertas San Saba 1-0
- Amsicora -  HF Roma 3-0

13 marzo 2010
- CUS Catania -  CUS Torino 1-0
- Libertas San Saba -  Amsicora 2-1
- Martesana -  HF Roma 1-1

20 marzo 2010
- CUS Torino -  Amsicora 1-1
- Libertas San Saba -  Martesana 4-0
- HF Roma -  CUS Catania 1-2

#### Classifica girone A
|  |    | Classifica girone A | Pt | G  | V | N | P | GF | GS | Accede ai |
|  | 1. | Libertas San Saba   | 25 | 10 | 8 | 1 | 1 | 30 | 5  | Playoff   |
|  | 2. | CUS Torino          | 19 | 10 | 6 | 1 | 3 | 27 | 11 | Playoff   |
|  | 3. | CUS Catania         | 18 | 10 | 5 | 3 | 2 | 13 | 8  | Playoff   |
|  | 4. | Amsicora            | 14 | 10 | 3 | 5 | 2 | 15 | 9  | Playout   |
|  | 5. | Martesana           | 5  | 10 | 1 | 2 | 7 | 10 | 31 | Playout   |
|  | 6. | HF Roma             | 2  | 10 | 0 | 2 | 8 | 5  | 36 | Playout   |

### Girone B
25 ottobre 2009
- Ferrini -  CUS Pisa 1-1
- Mori Villafranca -  Suelli 4-1
- Lorenzoni -  CUS Padova 7-0

1º novembre 2009
- CUS Padova -  Mori Villafranca 0-7
- Suelli -  Ferrini 0-2
- CUS Pisa -  Lorenzoni 1-9

8 novembre 2009
- CUS Padova -  Suelli 1-4
- Lorenzoni -  Ferrini 3-1
- Mori Villafranca -  CUS Pisa 6-2

15 novembre 2009
- CUS Pisa -  Suelli 0-0
- Lorenzoni -  Mori Villafranca 4-4
- Ferrini -  CUS Padova 2-0

22 novembre 2009
- Mori Villafranca -  Ferrini 1-0
- Suelli -  Lorenzoni 1-6
- CUS Padova -  CUS Pisa 0-4

27 febbraio 2010
- Suelli -  Mori Villafranca 1-4
- CUS Pisa -  Ferrini 1-1
- CUS Padova -  Lorenzoni 0-7

6 marzo 2010
- Mori Villafranca -  CUS Padova 6-0
- Lorenzoni -  CUS Pisa 4-2
- Ferrini -  Suelli 2-1

13 marzo 2010
- Suelli -  CUS Padova 3-2
- Ferrini -  Lorenzoni 2-6
- CUS Pisa -  Mori Villafranca 3-4

20 marzo 2010
- CUS Padova -  Ferrini 1-5
- Mori Villafranca -  Lorenzoni 1-1
- Suelli -  CUS Pisa 4-1

#### Classifica girone B
|  |    | Classifica girone A | Pt | G  | V | N | P  | GF | GS | Accede ai |
|  | 1. | Lorenzoni           | 26 | 10 | 8 | 2 | 0  | 56 | 12 | Playoff   |
|  | 2. | Mori Villafranca    | 24 | 10 | 7 | 3 | 0  | 39 | 14 | Playoff   |
|  | 3. | Ferrini             | 15 | 10 | 4 | 3 | 3  | 18 | 16 | Playoff   |
|  | 4. | Suelli              | 10 | 10 | 3 | 1 | 6  | 15 | 31 | Playout   |
|  | 5. | CUS Pisa            | 9  | 10 | 2 | 3 | 5  | 18 | 29 | Playout   |
|  | 6. | CUS Padova          | 0  | 10 | 0 | 0 | 10 | 4  | 48 | Playout   |

### Playoff

#### Andata
9 maggio 2010
- Libertas San Saba -  Ferrini 4-2
- CUS Torino -  Lorenzoni 1-1

16 maggio 2010
- Lorenzoni -  CUS Catania 3-1
- Mori Villafranca -  Libertas San Saba 2-4

30 maggio 2010
- CUS Torino -  Mori Villafranca 5-1
- CUS Catania -  Ferrini 2-0
- Libertas San Saba -  Lorenzoni 2-3

2 giugno 2010
- CUS Catania -  Mori Villafranca 1-2

12 giugno 2010
- Ferrini -  CUS Torino 2-4

#### Ritorno
6 giugno 2010
- Ferrini -  Libertas San Saba 0-5
- Lorenzoni -  CUS Torino 5-3
- Mori Villafranca -  CUS Catania 3-1

13 giugno 2010
- CUS Torino -  Ferrini 4-2
- CUS Catania -  Lorenzoni 2-5
- Libertas San Saba -  Mori Villafranca 4-3

20 giugno 2010
- Mori Villafranca -  CUS Torino non disputata
- Ferrini -  CUS Catania 3-1
- Lorenzoni -  Libertas San Saba 2-3

#### Classifica play off
|  |    | Classifica finale play off 2009-2010 | Pt | G  | V | N | P | GF | GS |
|  | -- | ------------------------------------ | -- | -- | - | - | - | -- | -- |
|  | 1. | Libertas San Saba                    | 24 | 10 | 8 | 0 | 2 | 28 | 14 |
|  | 2. | Lorenzoni                            | 21 | 10 | 6 | 3 | 1 | 33 | 20 |
|  | 3. | CUS Torino                           | 13 | 9  | 4 | 1 | 4 | 20 | 19 |
|  | 4. | Mori Villafranca                     | 12 | 9  | 3 | 3 | 3 | 19 | 22 |
|  | 5. | CUS Catania                          | 9  | 10 | 3 | 0 | 7 | 14 | 21 |
|  | 6. | Ferrini                              | 4  | 10 | 1 | 1 | 8 | 14 | 32 |

### Playout

#### Andata
9 maggio 2010
- CUS Pisa -  Amsicora 0-0
- CUS Padova -  HF Roma 0-1

16 maggio 2010
- Amsicora -  Suelli 2-1
- HF Roma -  CUS Pisa 0-2
- Martesana -  CUS Padova 2-2

22 maggio 2010
- Suelli -  HF Roma 2-1

23 maggio 2010
- CUS Padova -  Amsicora 0-3
- CUS Pisa -  Martesana 2-0

12 giugno 2010
- Suelli -  Martesana 1-2

#### Ritorno
30 maggio 2010
- Amsicora -  CUS Pisa 1-0
- Martesana -  Suelli 2-3
- HF Roma -  CUS Padova 3-1

6 giugno 2010
- Suelli -  Amsicora 0-4
- CUS Pisa -  HF Roma 3-0
- CUS Padova -  Martesana 1-1

13 giugno 2010
- Amsicora -  CUS Padova 4-0
- HF Roma -  Suelli 2-2
- Martesana -  CUS Pisa 1-3

#### Classifica play out
|  |    | Classifica finale play out 2009-2010 | Pt | G  | V | N | P | GF | GS |
|  | -- | ------------------------------------ | -- | -- | - | - | - | -- | -- |
|  | 1. | Amsicora                             | 26 | 10 | 8 | 2 | 0 | 25 | 14 |
|  | 2. | CUS Pisa                             | 20 | 10 | 6 | 2 | 2 | 18 | 6  |
|  | 3. | Suelli                               | 17 | 10 | 5 | 2 | 3 | 20 | 17 |
|  | 4. | Martesana                            | 9  | 10 | 2 | 3 | 5 | 15 | 23 |
|  | 5. | HF Roma                              | 9  | 10 | 2 | 3 | 5 | 10 | 17 |
|  | 6. | CUS Padova                           | 2  | 10 | 0 | 2 | 8 | 7  | 28 |

## Verdetti
- Libertas San Saba Campione d'Italia 2009-2010.
- CUS Padova retrocesso in serie A2.